# Гожейова
Гожейова (пол. Gorzejowa) — село в Польщі, у гміні Бжостек Дембицького повіту Підкарпатського воєводства.
Населення — 717 осіб (2011).
У 1975-1998 роках село належало до Тарновського воєводства.

## Демографія
Демографічна структура станом на 31 березня 2011 року:
|          | Загалом | Допрацездатний вік | Працездатний вік | Постпрацездатний вік |
| -------- | ------- | ------------------ | ---------------- | -------------------- |
| Чоловіки | 362     | 95                 | 233              | 34                   |
| Жінки    | 355     | 79                 | 206              | 70                   |
| Разом    | 717     | 174                | 439              | 104                  |